# Euschistospiza
Genre
Euschistospiza est un genre d'oiseau appartenant à la famille des Estrildidae. Les espèces de ce genre sont appelées Sénégali.

## Liste d'espèces
Selon la classification de référence du Congrès ornithologique international (version 2.9, 2011) :
- Euschistospiza dybowskii - Sénégali à ventre noir
- Euschistospiza cinereovinacea - Sénégali sombre

## Publication originale
- Wolters, 1943 : Vorläufiges zur Gattungssystematik der Passeres. Zoologischer Anzeiger, vol. 143, p. 179-191.